# サバの女王 (オペラ)

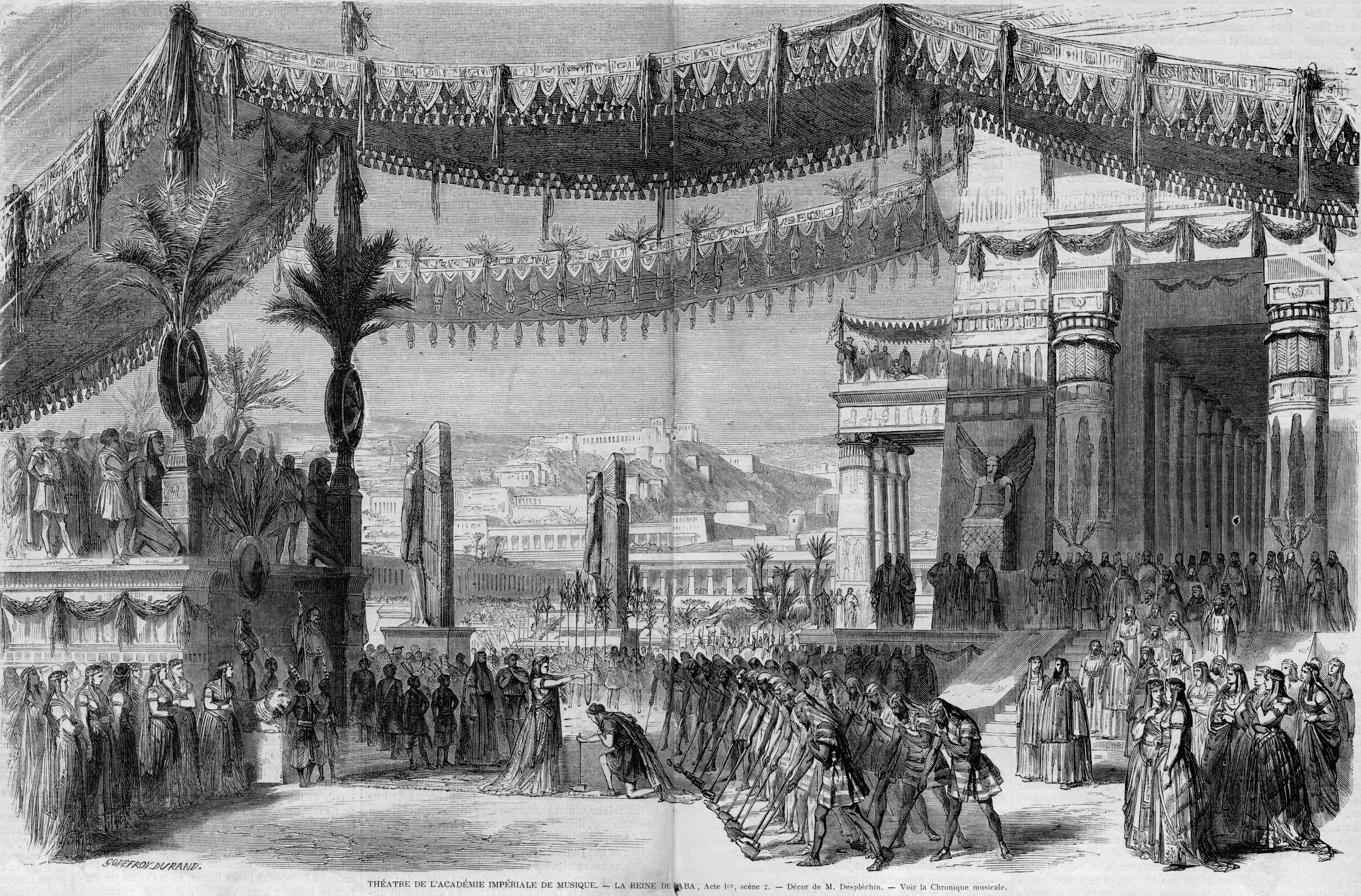
エドゥアール・デプレシャンによる1幕のイラスト

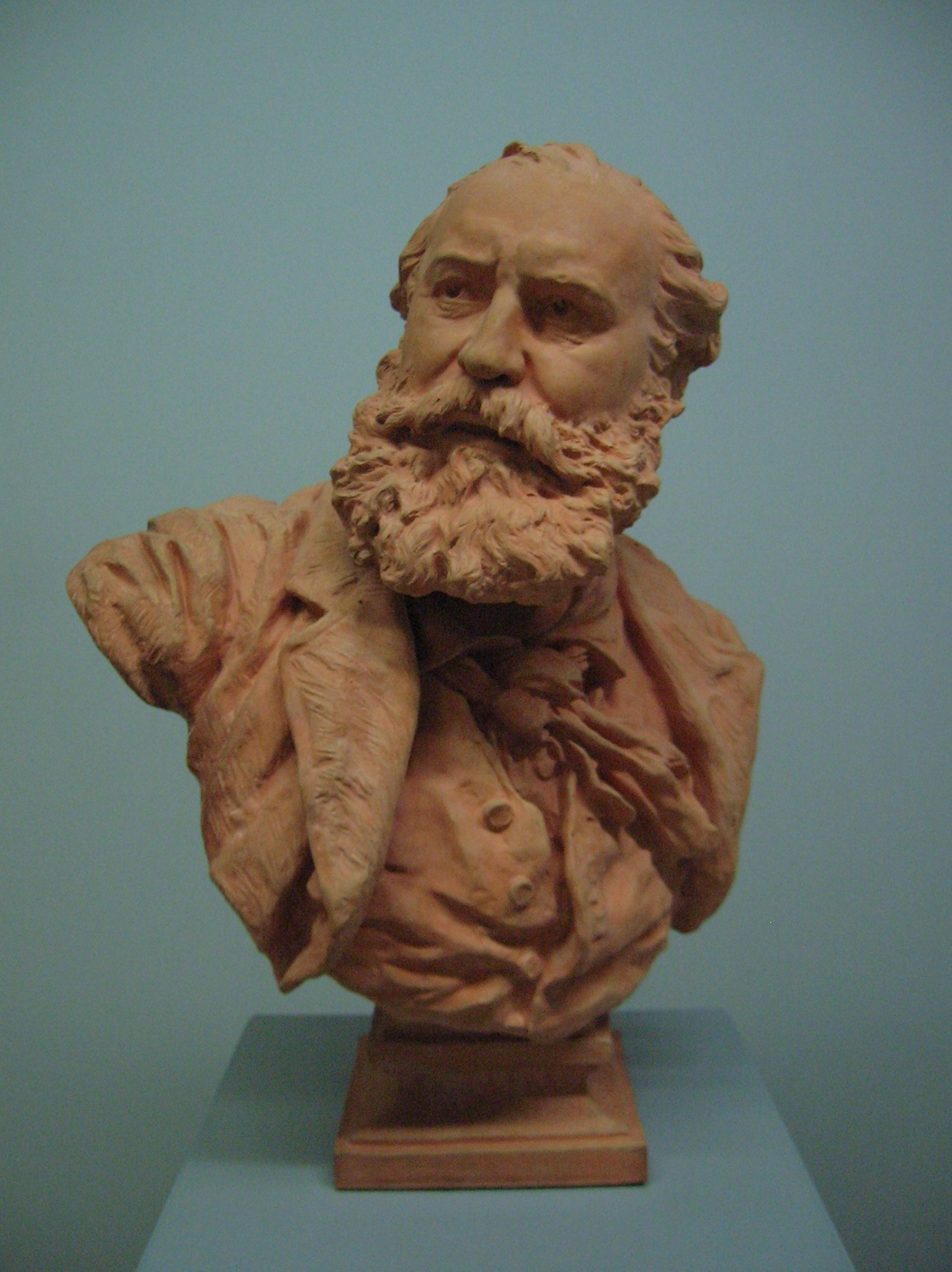
グノーの胸像

『サバの女王』（サバのじょうおう、フランス語: La Reine de Saba）は、フランスの作曲家シャルル・グノーが作曲した全4または5幕のグランド・オペラである。『シバの女王』とも表記される。1862年 2月28日に パリ・オペラ座にて初演された。グノーのオペラとしては『ファウスト』や『ロメオとジュリエット 』のような人気はない。

## 概要

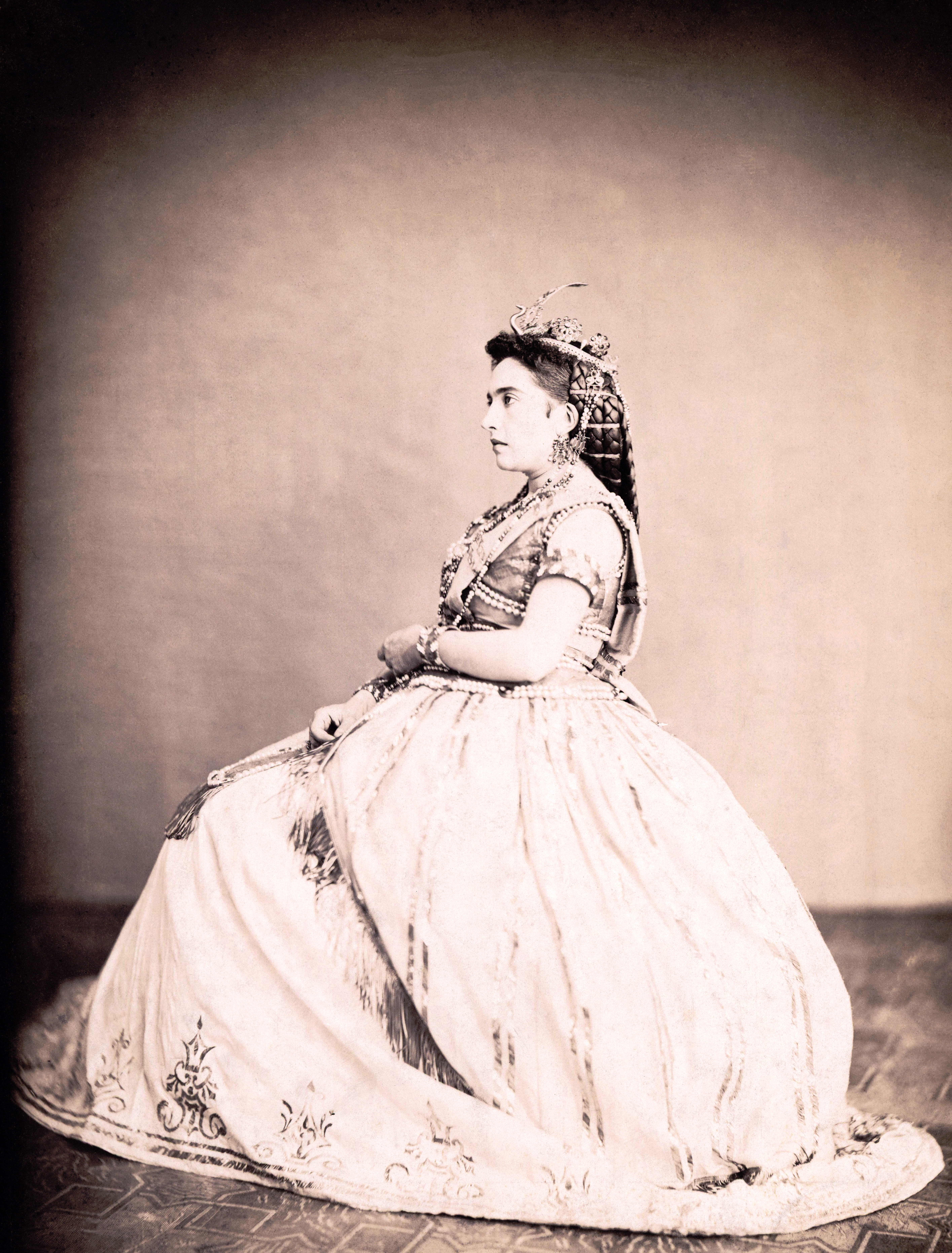

本作はパリ・オペラ座に向けた3作目のグランド・オペラで『サッフォー 』(1851年) と『血まみれの修道女 』(1854年)に続くものである。当時のパリ・オペラ座が求めた芸術的要求、つまり、グランド・オペラの特質である5または4幕仕立てで劇的な題材に基づき、歴史的な興味を惹きつけ、異国情緒を表し、大合唱やバレエなどの多彩な特殊効果の中で豪華な演出が可能な作品であるに応えるもので、サバの女王を迎える合唱や荘厳なファンファーレ、王宮での華やかなバレエなどが盛り込まれている。ナポレオン3世も臨席した初演の反響は熱くも冷たくもなかった。公演は15回続いた。本作は喜劇作品を好むナポレオン3世の反感をかったのが最初の障害となった。本作の筋立てが芸術家（アドニラン）が為政者（ソリマン）を凌駕するというナポレオン3世と取り巻きたちには好ましからざるものだったからである。評論家の中には皇帝に媚を売って、レオン・エスキュディエのように「『ファウスト』はグノーにとってのアウステルリッツだが、『サバの女王』は彼にとってのワーテルローとなるであろう」と評するものもいた。初日の後、グノーは銅が溶解して氾濫する場面を修正したり、幾つかの場面を削ったり、加えたりしている。ジェラール・コンデによれば「出版の前に修正された最終版はベルリオーズによる《骨も筋肉もない作品》という貧弱な上演に対して発せられたと思われるコメントには値しないだろう」という見解を示している。 永竹由幸は「全体に出来不出来のむらのある作品だが、美しいページも多い」と評している。さらに、コンデは今日、本作はオペラ愛好家に〈アリア〉「平民であってもより偉大なのだ」（Plus grand dans son obscurité）とソリマンのカヴァティーナ「一人の女の足元では」（Sous les pieds d' une femme）のみによって知られるにすぎないが、これら以外にも優れた部分はいくつもある。例えば、アドニランと職人たちの対立、見事なベノーニのアリエット「夜明けの太陽がまだ青白いように」（Comme la naissante aurore se leve）やサバの少女たちの美しい合唱「神々しい美しさ」（Ô divine beauté）とユダヤの少女たちの合唱「もう夜が明け」（Déjà l'aube matin）はとりわけ魅力的であり、激しい場面では、サバの女王の入城行進や銅が溶解して氾濫する場面なども特筆に価する。アドニランの死にバルキスが臨んだ2重唱は有無を言わせぬほど感動的である。オペラの残りの部分も、長所がないわけではないと解説している。

### 初演後の展開

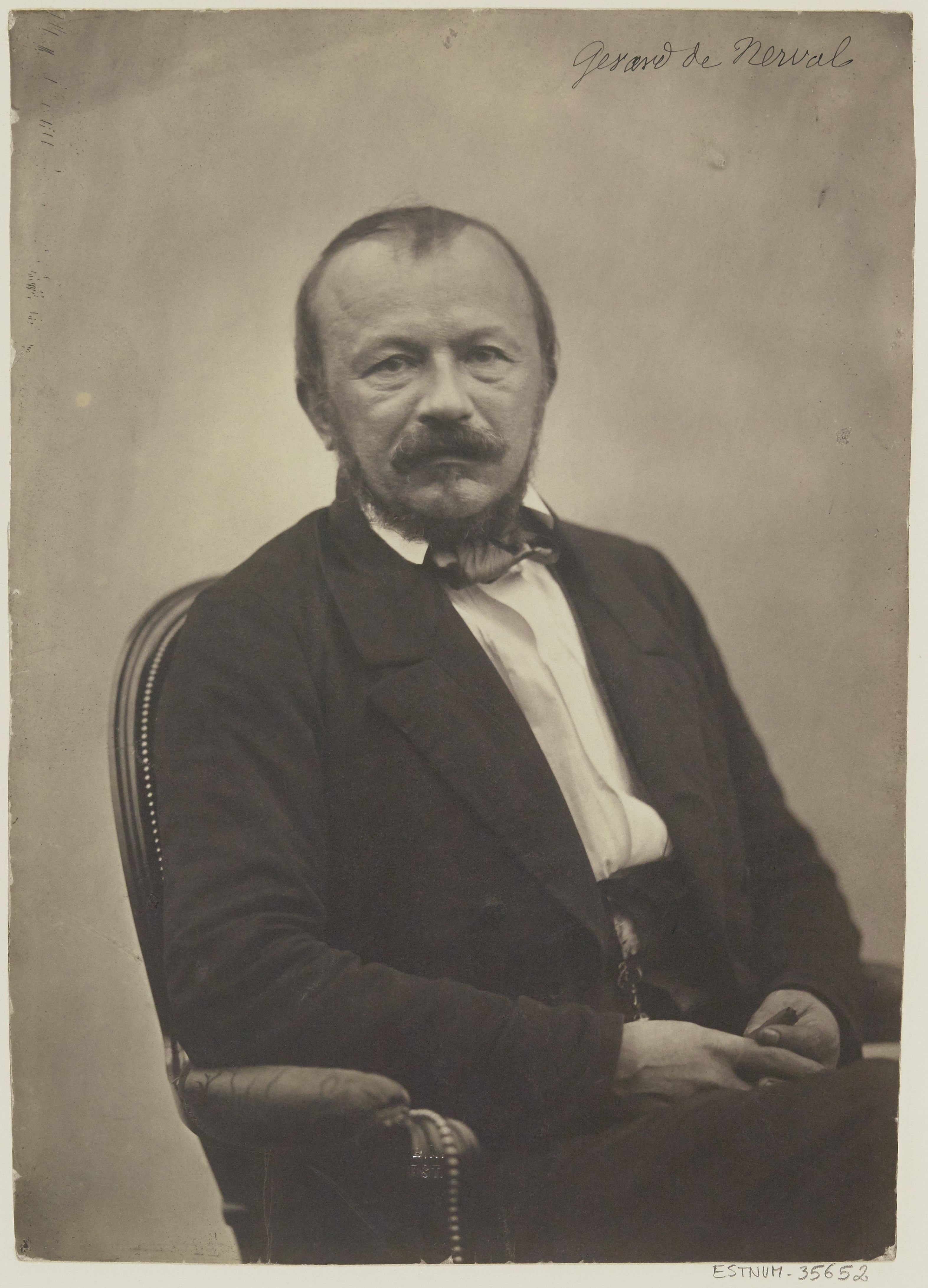
ネルヴァル

初演後のフランス国外での展開は英国初演は1880年 3月10日に マンチェスターにて行われた。米国初演は1899年 1月12日にニューオリンズのフレンチ・オペラ・ハウスにて、フィエラン、ブスマン、ゴドフロイ、ダルノーらの配役で行われた。日本初演はハイライトのみの演奏会形式ながら2018年 9月1日に練馬文化センター 大ホールにて久保田洋の指揮、久保田郁子の制作、配役は渡邉恵津子（サバの女王）、下村雅人（アドニラン）、鹿野由之（ソリマン）の配役で、ミクロコスモスの主催によりグノー生誕200年オーケストラとグノー生誕200年合唱団による演奏、スタジオ園グノープロジェクトチームによる舞踏で行われた。近年の特筆すべきものとしては2001年9月のヴァッレ・ディトリア音楽祭（マルティーナ・フランカ音楽祭）での甦演を挙げることができる。この上演は録音され、販売されている。この上演は2002年2月にサン＝テティエンヌ歌劇場で再演されている。2019年10月にはマルセイユ市立歌劇場にてコンサート形式で行われたものがある。配役はカリーヌ・デエ（バルキス）、ジャン＝ピエール・フュルラン（アドニラン）、ニコラ・クルジャル（ソリマン）ら、指揮はヴィクトリアン・ヴァノーステンであった。

## リブレット

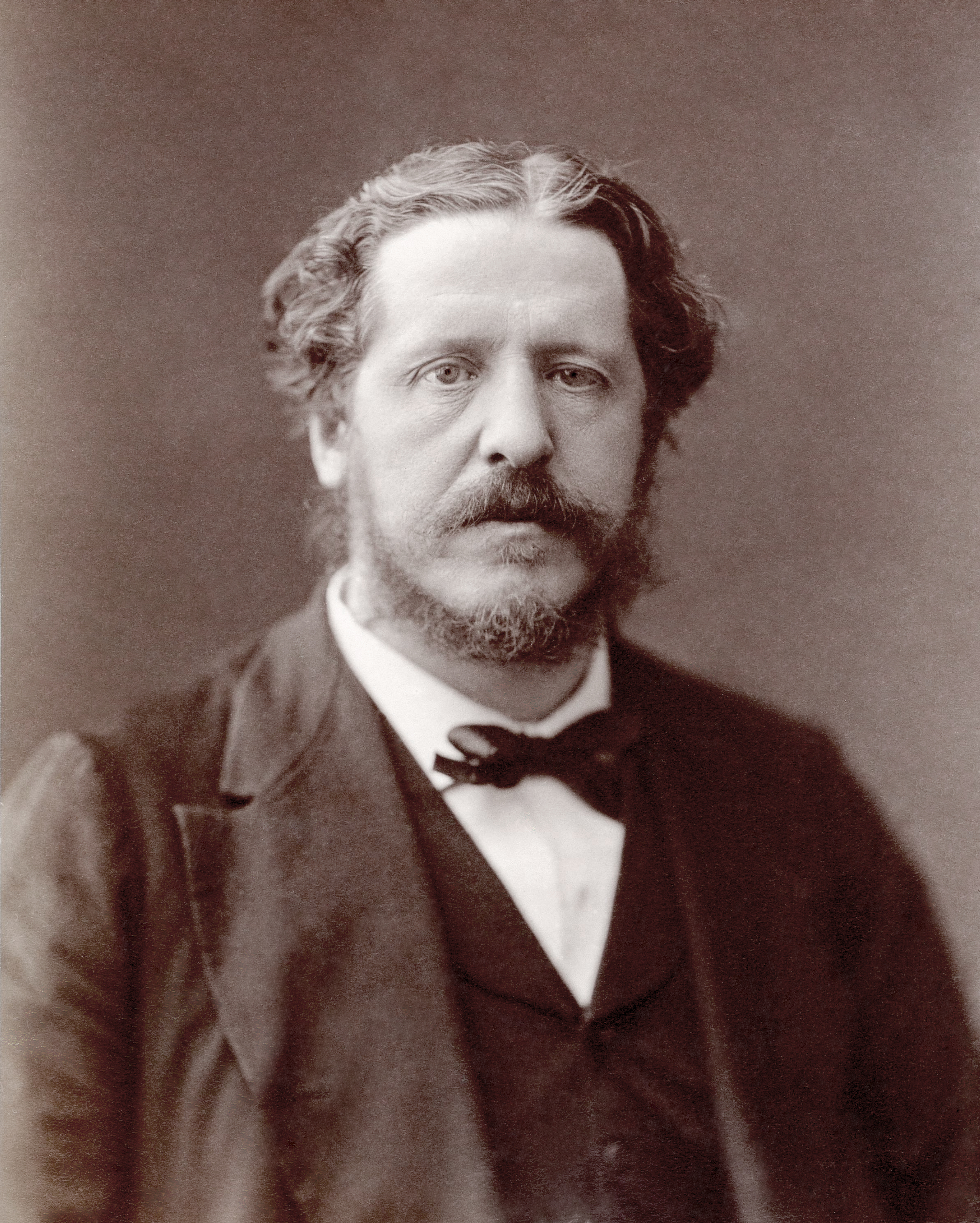
ジュール・バルビエ

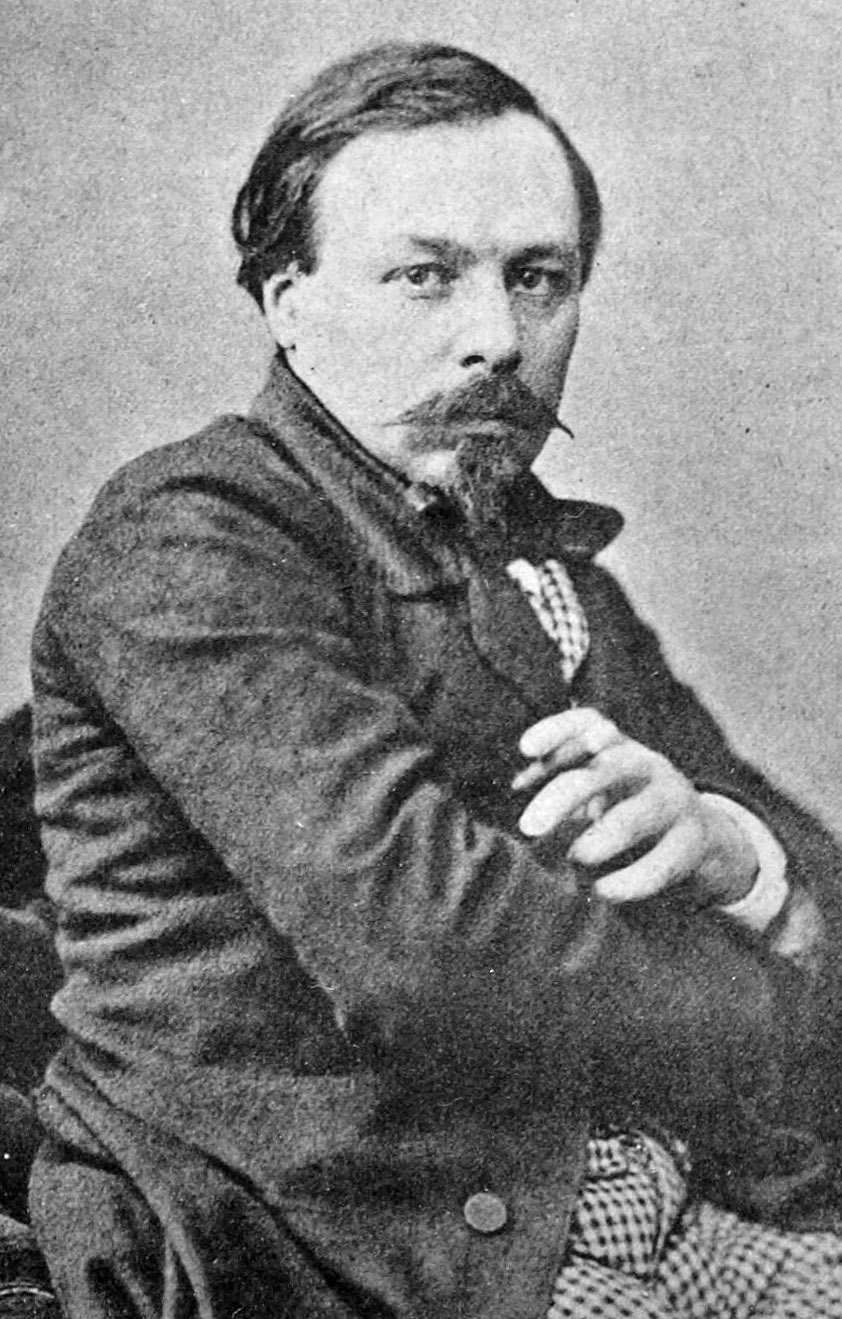
ミシェル・カレ

リブレットは、19世紀に活躍したフランスのロマン主義詩人 ジェラール・ド・ネルヴァルの『東方紀行』（または『東方旅行記』）Voyage en Orient 1851年）のなかの「ラマザンの夜」（Les Nuits de Ramazan）を原作として、ジュール・バルビエとミシェル・カレによってフランス語で作成されている。シバの女王についての最古の記録は『旧約聖書』「列王記上」10章および「歴代誌下」9章に書かれている。このため、『オペラ名曲百科』のように原作を『旧約聖書』とする資料もある。アドニランは謙虚な芸術家気質で無欲で、サバの女王の無欲で慎み深い性格のため、この2人の高潔さが共鳴し、愛情が育まれる。一方、ソリマンは虚栄心に満ちた為政者である。トバルカイン（Tubal-cain）については、『旧約聖書』の「創世記」に登場する人物で、初めて鉄や銅の刃物を鍛えた鍛冶の始祖とされる。ネルヴァルの原作ではトバルカインはアドニランの父祖として描かれており、アドニランの魂を天に導く役目をトバルカインが担っていることで、一層感動が深められている。原作ではベノーニは炉の爆発と共に命を落としてしまうが、アドニランはその時は混乱のさなかにあり気が付かなかった。ネルヴァルの原作では3人の職人とアドニランの対立は最後にそんなことがあったというアドニランの回想としてしか記述されていないが、リブレットでは1幕第1場に明確に対立点として設定される。なお、ネルヴァルは本作の台本をマイアベーアに託したが、これは失われている。

## 登場人物
| 人物名       | 声域         | 原語       | 役                      | 初演時のキャスト 1862年 2月28日 指揮：ピエール=ルイ・ディーチュ （フランス語版） |
| ------------ | ------------ | ---------- | ----------------------- | -------------------------------------------------------------------------------- |
| バルキス     | ソプラノ     | Balkis     | サバの女王              | ポリーヌ=ゲマール・ロテール （英語版）                                           |
| ソリマン     | バス         | Soliman    | イスラエルの王 ソロモン | ジュール=ベルナール・ベルヴァル （Jules-Bernard Belval）                         |
| アドニラン   | テノール     | Adoniram   | 建築家・彫刻家 職人気質 | ルイ・ゲイマール                                                                 |
| ベノーニ     | ソプラノ     | Benoni     | アドニランの弟子        | ベルネディーヌ・アマケール                                                       |
| サライール   | メゾソプラノ | Sarahil    | サバの女王の侍女        | タルビ                                                                           |
| アムルー     | テノール     | Amorou     | 職人                    | ラファエル=オーギュスト・グリジ                                                  |
| ファノール   | バリトン     | Phanor     | 職人                    | メセーヌ・マリー・ドゥ・リール                                                   |
| メトゥザエル | バリトン     | Méthousaël | 職人                    | テオドール=ジャン=ジョセフ・クロン                                               |
| サドック     | バス         | Sadoc      | サバの女王の侍者        | フレーレ                                                                         |

合唱:宮廷の家臣たち、侍女たち、職人たち、民衆
バレエ団

## 関連作品
シバの女王に因む音楽作品 も参照。

## 演奏時間
約2時間 (第1幕26分、第2幕20分、第3幕25分、第4幕51分)

## あらすじ
時と場所：旧約聖書時代のエルサレム
＊第4幕第2場を第5幕として独立させる場合もある。

### 第1幕

#### 第1場
舞台は彫刻家アドニランの仕事部屋

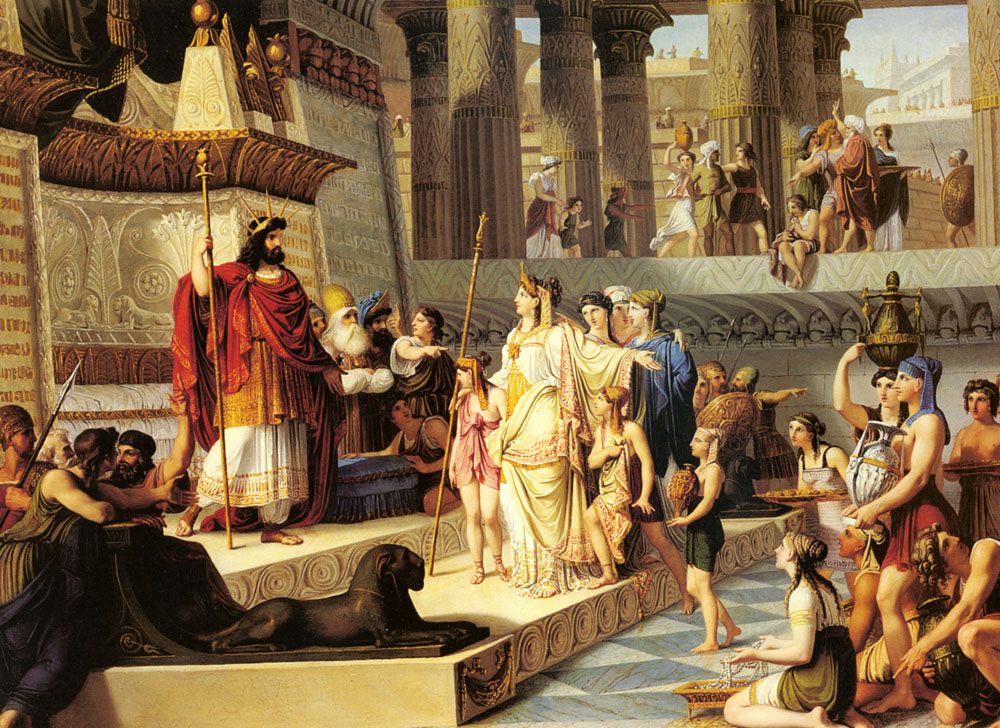
ジョヴァンニ・デ・ミンによるソロモンとサバの女王

彫刻家であると共に建築家であるアドニランは建築が進められているソリマン王の神殿に安置するため像の製作の命を受けてからの数年はほとんど寝食を忘れるほどこれに没頭してきたのだった。すると、そこへ弟子のベノーニがやって来て、今日はサバの国の女王バルキスがこの国に訪れるため、王は本日を祝日とするので、国民は働いてはならないとの命令が下ったと告げる。そして、アドニランがサバの女王とはどんな人かと問うと、ベノーニはアリエット「夜明けの太陽がまだ青白いように」（Comme la naissante aurore se leve）の中で美しく素晴らしい人と讃える。アドニランは美しいと評判のバルキスの話を聞き関心を抱くが再び制作に取りかかる。そこに、3人の職人アムルー、ファノール、メトゥザエルが現れ、身分を親方に格上げして待遇を改善して欲しいと要求する。しかし、アドニランはお前たちの現状の仕事のレベルはそれに値しないと却下する。この拒絶に承服しかねる3人はアドニランへの復讐を誓う。

#### 第2場
舞台はエルサレム。街を睥睨できる高台、近くに建設中の神殿
勇壮なファンファーレと共に宮殿に到着したサバの女王バルキスを民衆が迎え「聖なる女王に栄光あれ」（Gloire à toi, divine princesse）と合唱する。バルキスは、この街の素晴らしさを称賛し、建設中の神殿の設計者はだれなのかと問う。ソリマン王はアドニランのことを陰気で風変わりな夢想家だが才能のある男であると紹介し、見解を述べる。そこに当のアドニランが挨拶に参上するとバルキスは彼女の首飾りを彼に与え、皆はこの栄誉を讃える。

### 第2幕
シオンの平原に造られた鋳造所、大炉が設けられている

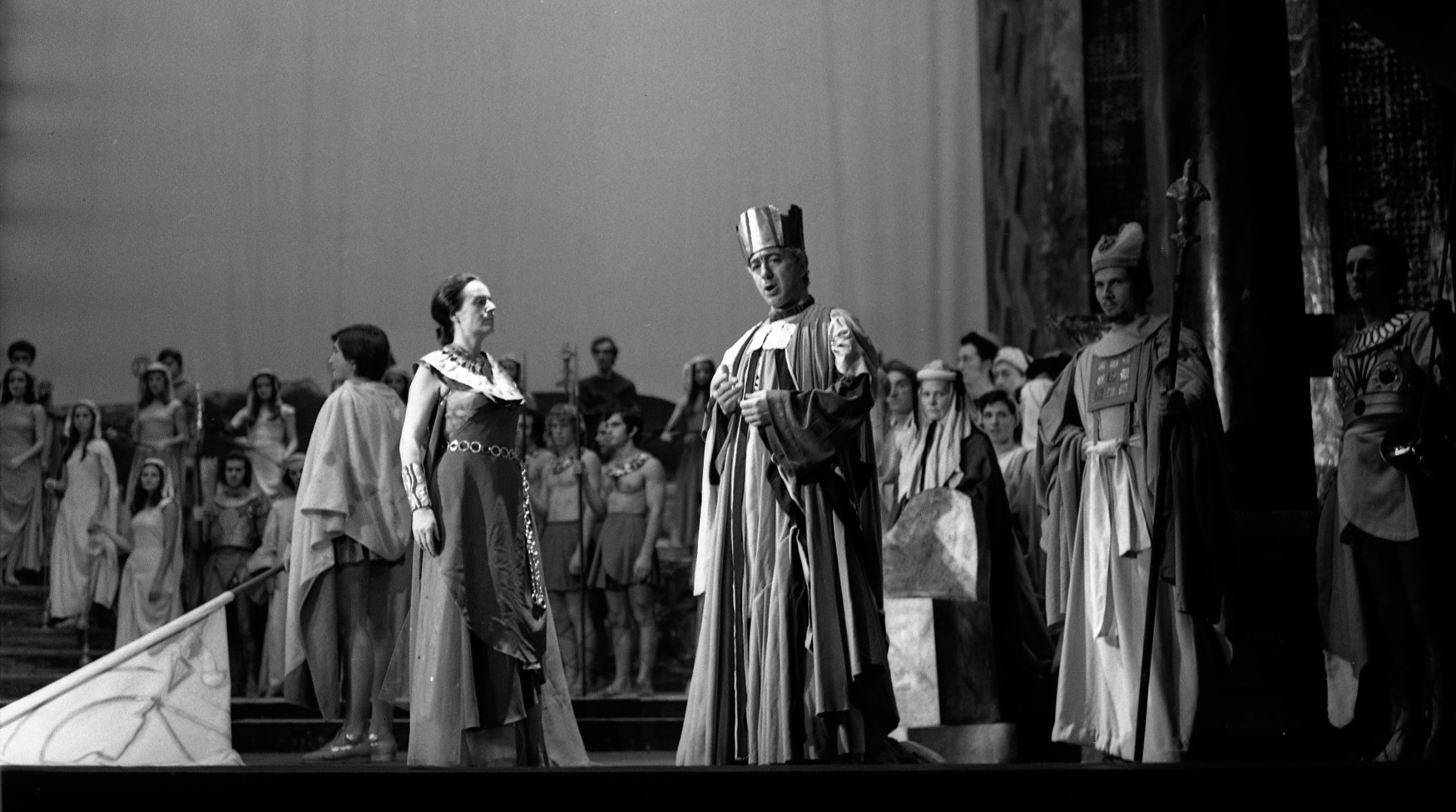
1970年のトゥールーズ での上演

製作していた像も鋳型に青銅を流し込む最後の段階を迎えており〈アリア〉「聖なる部族よ、霊感を与え賜え」（Inspirez moi, race divine）を堂々と歌い、成功を神に祈る。職人たちも神の加護を祈りながら炉の温度を上げてゆく。この様子を見るためにソリマン王はサバの女王と廷臣たちを引き連れて現れ、設えられた見物台に腰をおろす。アドニランはバルキスの前に跪き、拝顔の栄に浴することを感謝し、ソリマン王もバルキスもアドニランを奮い立たせる。そして、アドニランは炉を開けに入ってゆく。そこにベノーニが駆けつけ、3人の職人はアドニランの指示に従わず、サボタージュをしているので、炉の安全が保たれていないのでアドニランを助けて欲しい旨を伝える。しかし、時はすでに遅く、炉は開かれるとすぐに爆発を起し、真っ赤な青銅が飛び散って流れ出す。人々はパニック状態となり逃げ惑う。

### 第3幕

#### 第1場
舞台はヤシの茂るシロエの湖畔。夜明け

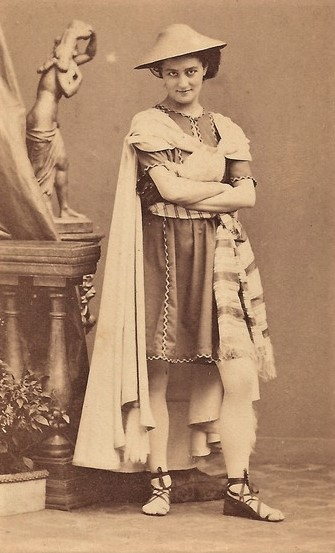
ベノーニを演じるアメケール

宮殿の一室で若い侍女たちに取り囲まれているバルキスは、娘たちにしばらく独りで休みたいと伝え、侍女たちを去らせる。アドニランにすっかり魅了されてしまったバルキスは女王であると同時に自分は一人の女だと〈アリア〉「平民であってもより偉大なのだ」（Plus grand dans son obscurité）を歌って心情を吐露する。そこにアドニランが悲嘆にくれてやって来る。バルキスはアドニランを慰めようとするが、アドニランは貴女は王の花嫁となられる方、私は平民の職人、身分が違うと言って彼女の説得を受け付けない。しかし、バルキスは女としての自分は王を愛しておらず、まだ自由の身であると言い、彼に愛を告白してしまう。そこにベノーニが現われ、精霊の力で炉は元どおりになり、像はアドニランの設計通り出来上がったと伝える。2人は喜び「ホザンナ」と叫び幕となる。

### 第4幕

#### 第1場
舞台はメロ、ソリマンの夏の宮殿の一室

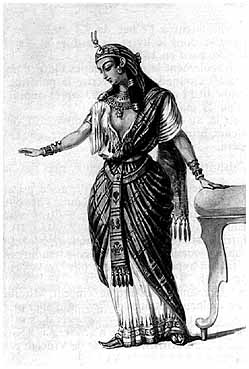
初演時のサバの女王の衣装

ソリマンの夏の宮殿のでは大勢の人で溢れ、王の出席のもとに華麗なバレエがくり広げられる。しかし、いくら待ってもサバの女王バルキスは現れない。ソリマンはすべての用意を整えて待っているのに現れないサバの女王に恨み言を言いながらも、やはり彼女を諦めきれない思いを〈カヴァティーナ〉「一人の女の足元では」（Sous les pieds d' une femme）で切々と歌う。そこに3人の職人が「アドニランがサバの女王のテントに出入りしており、王を裏切っている」と奏上する。王はそれを信じようとしないが、3人は絶対に偽りではないと誓う。そこにサドックが現われ、当のアドニランの来訪を告げる。王は彼を丁重に迎え、彼の偉大な業績を讃え、王に次ぐ地位を与えようと言うが、アドニランはあくまでも芸術家として自由でありたいと王の申し出を辞退する。

#### 第2場
舞台はセドロン河の湖畔
セドロン河の河畔では空がひどく荒れており、時おり稲妻が落ちている。ここでアドニランはバルキスを待っている。アドニランとサバの女王バルキスはこの国を離れていくつもりだった。そこに例の3人の職人が現われ、執拗にも親方にせよと迫るが、アドニランは毅然としてこれを拒絶する。すると、3人は怒り狂って凶器でアドニランを刺してしまい、嵐に紛れて逃げ去る。そこに現われたバルキスは傷ついた瀕死のアドニランを見つける。
最後の別れの言葉を告げるアドニランに「そなたは死しても我が夫でいて欲しい」（Sois mon époux dans la mort même）と語る。それから、〈アリア〉「夜を通して別の岸に運びましょう」（Emportons dans la nuit vers un autre rivage）を歌う。ラストは教会音楽を得意とする荘厳な展開となり、その時、嵐は去り、旧約聖書に登場する鍛冶の始祖とされる人物トバルカインが手を差し伸べ、アドニランは彼に導かれて昇天し、人々は跪き「ホザンナ」と合唱するのだった。

## 主な録音
| 年   | 配役 バルキス アドニラン ソリマン ベノーニ                                                 | 指揮者 管弦楽団および合唱団                                                                  | レーベル                     |
| ---- | ------------------------------------------------------------------------------------------ | -------------------------------------------------------------------------------------------- | ---------------------------- |
| 1970 | シュザンヌ・サロッカ ジルベール・ピィ ジェラルド・セルコヤン イボンヌ・ダルー              | ミシェル・プラッソン トゥールーズ・カピトール国立管弦楽団 トゥールーズ・カピトール劇場合唱団 | CD: GALA ASIN: B0000C848I    |
| 2001 | フランチェスカ・スカイーニ ジェオン=ウォン・リー ルカ・グラッシ アンナ・ルチア・アレッシオ | マンリオ・ベンツィ イタリア国際管弦楽団 ブラチスラヴァ室内合唱団                             | CD: Dynamic ASIN: B00005YW0L |